# Audrey Chenu
Audrey Chenu, née le 2 octobre 1980 , est une boxeuse, enseignante et slameuse française féministe.
Elle grandit en Normandie, dans un foyer dysfonctionnel et quitte à l'adolescence sa maison pour une "chambre de bonne". Au lycée, elle commence à vendre du cannabis, ce qui la mène à sa première arrestation à 18 ans pour trafic. Après avoir été incarcérée deux fois, elle tire parti de cette expérience pour s'engager dans l'écriture, le sport, et l'activisme politique, voyant le genre comme une autre forme de prison.
Audrey Chenu est une enseignante innovante dans des quartiers difficiles, introduisant des ateliers de boxe à l'école pour renforcer la confiance des élèves, en particulier des filles. Passionnée de boxe, elle donne des cours dédiés aux femmes et personnes transgenres, visant leur émancipation. Elle a créé pour cela l'association Un ring pour tous.tes à Saint-denis en 2018.
Elle mêle également slam et boxe dans des projets artistiques. Autrice de Girlfight, autobiographie, de plusieurs recueils de poésie slam et d'un ouvrage de pédagogie féministe, son œuvre et son action pédagogique sont guidées par la lutte contre les inégalités et l'émancipation à travers l'art, le sport et l'éducation.

## Biographie
Audrey Chenu grandit dans une maison en Normandie avec sa fratrie composée de quatre enfants. À domicile, la situation est compliquée car son père souffre de psychose et sa mère, submergée par les circonstances, montre peu d'affection. À l'âge de 16 ans, elle décide de quitter son foyer pour vivre seule, où elle se met à vendre de la drogue afin de subvenir à ses besoins.
Durant ses années au lycée, Audrey Chenu s'intéresse au cours de sciences économiques ou elle découvre Karl Marx et la lutte des classes. Parallèlement, elle profite de cette période pour vendre régulièrement du cannabis, une activité qui la conduit à sa première arrestation à l'âge de 18 ans, alors qu'elle écoule 100 kilogrammes de cannabis par semaine. 
À la suite de sa libération, elle réitère ses actes et se retrouve incarcérée en 2000 pendant 2 ans à la maison d'arrêt de Versailles et la prison des femmes de Fresnes. C'est dans cet environnement qu'Audrey Chenu expérimente la non-mixité et s'initie au sport, à l'écriture et à l'activisme politique. Pour elle, si la prison représente une forme d'enfermement physique, les stéréotypes de genre imposent une restriction tout aussi oppressante de la liberté individuelle. Elle considère le genre comme une prison, affirmant que le combat de sa vie est de résister à toutes formes de confinement, que ce soit mental, corporel, ou littéral derrière des barreaux.
Une fois sa peine carcérale terminée, elle organise des ateliers d'écriture pour des adolescents d'une cité et se rend compte qu'elle faut qu'elle enseigne. Elle s'engage alors dans des études universitaires en sociologie, pour rapidement se rendre compte que son passé judiciaire bloque les opportunités. Après une année de lutte juridique, elle réussit à faire effacer son casier judiciaire. Elle se présente au concours à l’IUFM pour devenir enseignante en école primaire, où elle obtient la note maximale à l'épreuve orale professionnelle.

### Carrières

#### Enseignante des quartiers défavorisés
Audrey Chenu devient enseignante dans des quartiers réputées difficiles de Stains, La Courneuve. A l'école Marie-Curie de Bobigny, qui adopte les approches pédagogiques alternatives de Freinet, elle met en place des sacs de frappe dans le hall et lance des ateliers de boxe éducative. Initialement accueillis avec scepticisme par la directrice Véronique Decker, ses ateliers démontrent rapidement leurs bienfaits sur les élèves qui deviennent plus audacieux et confiants, notamment les filles, leur permettent de s'affirmer et de se montrer moins effacées. 
Deux fois par semaine, elle réserve également le terrain de football exclusivement pour les filles, qui sont habituellement exclues des activités sportives dominées par les garçons, telles que le football dans les cours de récréation, et poussées à adopter un comportement plus doux. 

#### La boxe comme outil d’émancipation
Depuis 2009, Audrey Chenu s'entraîne rigoureusement à la boxe six jours sur sept. Motivée par sa passion, elle lance des cours intitulés Girlfight, exclusivement destinés aux femmes et aux personnes transgenres à Saint-Denis et Aubervilliers. Son objectif est de transmettre la boxe comme un moyen d'émancipation pour ses élèves. Elle intègre cette démarche dans la création de Sur le Ring pour tout.e.s, un projet conçu pour offrir un espace sécurisé et bienveillant, exclusivement non mixte, où ces individus peuvent se réapproprier leur corps et le sport.
« Dans les cours mixtes, la socialisation est plus difficile. Il y a cette idée de mise en avant de la douleur et de la souffrance qui complexifie les choses » Dit-elle. La boxe est un catalyseur pour elle, un moyen d'exprimer et de diriger la colère qu'elle vit au quotidien. Cette frustration naît face à une société machiste où les femmes sont confrontées à des injonctions et écrasées par les rôles qui leur sont imposés.

#### Slameuse
En 2015, Audrey Chenu fusionne slam et boxe lors d'un événement organisé par l'association Café culturel, La Fabrique Macadames. Par la suite, elle collabore avec le metteur en scène Jean-Matthieu Fourt et la musicienne Samia Diar, en contribuant à la création d'un spectacle nommé Work in progress Elixir, qui mêle slam et boxe.
« Virginia Wolf demandait pour les femmes une chambre à soi,
je renouvelle son souhait puis j'ajoute : un ring pour tou.te.s ! » Ecrit Audrey Chenu dans un extrait de slam « Je boxe ».

#### Ecrivaine
En 2013, elle publie son autobiographie dans le livre Girlfight. 
En 2023, elle écrit avec Véronique Decker, son ancienne directrice d'école avec qui elle a travaillé 8 ans, le livre Entrer en pédagogie féministe.

## Publications
- Tout ce qui ne me tue pas..., Place des éditeurs, 2013, 189 p. (ISBN 9782258103016)
- Girlfight, Presses de la Cité, 2013, 286 p. (ISBN 9782258101104)
- Slam ô féminin, Harmattan, 2008, 144 p. (ISBN 9782296077706)
- Entrer en pédagogie féministe, Libertalia, 2023, 188 p. (ISBN 9782377293063)
- « Le corps des filles à l’épreuve de l’enfermement : Dialogue entre une sociologue, une historienne et une ancienne détenue », Délibérée, no 8,‎ 15 octobre 2019, p. 50 à 60 (DOI https://doi.org/10.3917/delib.008.0050, lire en ligne)

### Podcast sur elle
- Les pieds sur terre
- Audrey Chenu - L’ex-détenue pionnière du féminisme dans le 93